# تير (تكريم وراثي أرمني)
تير (شرق أرمني ) أو دير (غربي أرمني) هو لقب تشريف وراثي مسبوق لأسماء عائلة من نسل رجال الدين متزوجين في الكنيسة الرسولية الأرمينية. يُعد أول رئيس لأرمينيا الحديثة، ليفون تير-بيتروسيان مثالاً بارزاً. يُحق لكل من الذكور والإناث الحصول على الشهادة التي لا يمكن استخدامها إلا قبل اللقب وليس الإسم المسيحي (الأول)، لأن استخدام تير أو دير قبل الاسم المسيحي سيشير إلى عضو من رجال الدين وهو يعادل "القس" "أو" الأب "في استخدام اللغة الإنجليزية.